# Короткевич, Александр Тимофеевич
Александр Тимофеевич Короткевич (20 марта 1922, деревня Стрижево, Бешенковичский район — 2005) — белорусский историк, кандидат исторических наук (1954), профессор (1977). Участник партизанского движения на Беларуси в Великую Отечественную войну.

## Биография
Родился в 1922 году в Стрижеве. Член КПСС.
Окончил БГУ (1949) и Республиканскую партийную школу при ЦК КП(б)б (1950). В 1944—1948 гг. — на комсомольской работе, с 1950 г. — преподаватель Минской ВПШ, с 1958 года — первый секретарь Ленинского райкома КП Беларуси города Минска, с 1960 г. — секретарь Минского горкома КПБ, с 1962 г. — заведующий отделом Минского промышленного обкома КП Беларуси, секретарь Минского обкома КП Беларуси, заведующий отделом науки и учебных заведений ЦК КП Беларуси, ректор Минского педагогического института имени Максима Горького, профессор кафедры славянской истории Белорусского государственного педагогического университета имени Максима Танка.
Избирался депутатом Верховного Совета Белорусской ССР 7-11-го созывов.
Умер в Минске в 2005 году.